# Уилмър Валдерама
Уилмър Едуардо Валдерама (на английски: Wilmer Eduardo Valderrama) е американски актьор, певец, продуцент и телевизионна личност, най-известен с ролята на Фес в сериала „Шеметни години“.

## Биография
Валдерама е роден на 30 януари 1980 г. в Маями, Флорида, син на Собейдо и Балбино A. Валдерама, който държи компания за даване под наем на селскостопанско оборудване. Има колумбийски и венецуелски произход.
Когато е на 3-годишна възраст, семейството му се мести във Венецуела, а когато е на 14 се връща в САЩ.
Велдерама има връзка с Линдзи Лоън през 2004 г., а от 2010 до 2016 г. има връзка с Деми Ловато.

## Филмография
- Лятна свалка / Summer Catch (2001)
- Party Monster (2003)
- Clifford's Really Big Movie (2004) (глас)
- Beauty Shop (2005)
- The Darwin Awards (2006)
- Fast Food Nation (2006)
- Деца без придружител / Unaccompanied Minors (2006)
- El Muerto (2007)
- The Condor (2007) (глас)
- Save the Date (2007)
- CHiPs (2009)
- From Prada to Nada (2011)
- The Girl is in Trouble (2011)

## В телевизията
- Four Corners (1998) (отказва се след само 4 епизода)
- Шеметни години (1998 – 2006)
- Yo Momma (2006 – 2007)
- Awake (2012)
- Майстор Мани (2006 – 2012) (глас)
- From Dusk till Dawn: The Series (2014 – )